# 悪魔のくちづけ
『悪魔のくちづけ』（The Serpent's Kiss）は、1997年のイギリス、フランス、ドイツの映画。

## あらすじ
17世紀末の英国の領主トーマス・スミザースは自らの裕福さを誇示し、妻ジュリアナをときめかせるために、広大なオランダ式庭園を作ろうと決意した。
若い庭園デザイナーのミニア・クロームが雇われ、ジュリアナは彼に興味を抱くが、クローム本人は夫妻の娘であるテアに惹かれていた。
そこへジュリアナのかつての恋人でトーマスのいとこであるフィッツモリスが造園計画に参加するために彼らの元を訪れ、凶兆を予知する能力を持つクロームを利用し、トーマスを陥れるべく策を練りだした。
造園計画が進む中、真実を知るクロームを殺そうとフィッツモリスは嗅ぎタバコに毒を入れるが、暗殺に失敗し、フィッツモリス自身が毒に死ぬ結果となった。
そして、庭園は無事完成し、夫婦のきずなも元通りになり、真相を明かしたクロームは晴れてテアと恋仲になり、愛読していたアンドルー・マーヴェル（Andrew Marvell）の詩集を投げ去るのであった。

## キャスト
※括弧内は日本語吹替
- ミニア・クローム - ユアン・マクレガー（三木眞一郎）
- アン・“テア”・スミザース - カルメン・チャップリン（松谷彼哉）
- ジュリアナ・スミザース - グレタ・スカッキ（宮寺智子）
- トーマス・スミザース - ピート・ポスルスウェイト（土師孝也）
- ジェームズ・フィッツモリス - リチャード・E・グラント（山路和弘）
- 医師 - ドナル・マッキャン（宝亀克寿）
- ガルモイ氏 - ジェラルド・マクソーリー（廣田行生）
- ガルモイ夫人 - ブリッタ・スミス（竹村叔子）
- プリチャード - パット・ラファン（筈見純）